# 森崎裕子
森崎 裕子（もりさき ひろこ、 - ）は、日本の医学者、臨床遺伝専門医。榊原記念病院総合診療部臨床遺伝科科長。遺伝病の診療に30年携わる。特にマルファン症候群、エーラス・ダンロス症候群については最先端。医学博士（東京大学医科学研究所）。

## 略歴
1974年、静岡県立静岡高等学校卒業。1980年、東京大学医学部卒業。同年、東京大学医学部附属病院小児科研修医。1987年、医学博士（東京大学医科学研究所）。1991年、デューク大学医学部内科研究員。1994年、ペンシルバニア大学医学部内科研究員。同年、国立循環器病センター研究所研究員。1998年、同研究所室長。2003年、国立循環器病センター遺伝カウンセリング外来担当医（併任）。2010年、国立循環器病研究センター臨床遺伝科医長（併任）。2016年、榊原記念病院臨床遺伝科医長。2021年、同病院総合診療部臨床遺伝科科長。臨床遺伝専門医・指導医。

## 共著
- 『厚生労働科学研究費補助金難治性疾患克服研究事業ロイス・ディーツ症候群の診断基準作成に向けた臨床所見の収集と治療成績の検討に関する研究研究報告書』[4] 研究代表者 森崎裕子 2010.3

## 関係項目
- 遺伝学
- 遺伝子疾患
- ロイス・ディーツ症候群
- QT延長症候群
- 染色体異常